# 蘭開斯特 (新罕布什爾州普查規定居民點)
蘭開斯特（英語：Lancaster）是位於美國新罕布什爾州庫斯縣的普查規定居民點。

## 人口
根據2020年美國人口普查的數據，蘭開斯特的面積為8.21平方千米，當中陸地面積為7.71平方千米，而水域面積為0.50平方千米。當地共有人口1941人，而人口密度為每平方千米236.42人。